# Амамич, Мария Николаевна
Мария Николаевна Амамич (29 декабря 1929—1979 год (49 лет)) — педагог, первая эвенская поэтесса-прозаик, автор и исполнитель национальных песен, отличник культуры РСФСР.

## Биография
Мария Николаевна Амамич родилась 29 декабря 1929 года в кочевой семье Сокоргиных.
В 1938 году Мария Сокоргина пошла учиться в школу в подготовительный класс в селе Вилига. А в 1940 году она учится в первом классе Таватумской начальной школы. Мария поступила учиться в Гармандинскую семилетнюю школу. Учась в старших классах, Мария пробует себя как поэтесса. Закончив Гармандинскую неполную среднюю школу, Мария поступает в Хабаровский педагогический институт на подготовительное отделение, где и проходит полный курс среднего образования. В 1951 году она становится студенткой Хабаровского института и заканчивает его в 1954 году. Ей присваивается звание учителя русского и литературы с правом преподавания в 5-7 классах. После Хабаровского пединститута почти двадцать лет работала в школах Охотского побережья: преподавала в Ольском районе, в селе Гижига Северо-Эвенского района, работала воспитателем в интернате посёлка Эвенск.
Самобытное творчество Марии Амамич получает известность в 70-е годы. Как и многие другие эвенские литераторы, М. Амамич вначале писала тексты и музыку песен для коллективов художественной самодеятельности. Повесть «Дэгэлэдилрилбу дэгилбу набутникан эмэкэр ирануграр» (Не провожайте с тоской улетающих птиц) вышла в 1977 году в Магаданском книжном издательстве тиражом 15 000 экземпляров и сразу же стала библиографической редкостью. Книга состоит из отдельных глав, каждая из которых — небольшой эпизод из жизни героини, маленькой эвенской девочки. По жанру — это традиционная для эвенской литературы автобиографическая повесть. Строки из книги Марии стали для колымчан напутственными: «…Реки меняют русла, жизнь меняет содержание, пишет Амамич, и того, что ушло, уже не вернуть. И только по одной дороге можно попасть в прошлое — по дороге памяти».
Теперь, может быть, книгу «Не провожайте с тоской улетающих птиц» ожидает второе рождение. Она переведена при активном участии дочери Марии Николаевны — Ольги — на немецкий язык.
Стихи Амамич публиковались в Новосибирске в 1975 году в книге «Северянки». Учителем в Гижигинской школе Мария Николаевна стала писать песни и музыку к ним, разучивая их со своими воспитанниками. В. Лыткиным были собраны песни Марии Амамич, которые вошли в сборник «Поёт Мария Амамич», вышедший в 1970 году в Магадане. Эвенские хоровые коллективы и национальные ансамбли, исполняя эти песни, неоднократно завоёвывали дипломы и почётные грамоты, становились лауреатами конкурсов национального творчества. За эту работу Мария Николаевна была удостоена значка «Отличник культуры СССР» Министерства культуры. Работая воспитателем эвенской школы-интерната, М. Н. Амамич руководила одновременно Национальным ансамблем песни и танца.
Умерла Мария Николаевна в 1979 году, прожив всего 49 лет.

## Улица имени Марии Николаевны Амамич
В Северо-Эвенском городском округе Магаданской области в посёлке городского типа Эвенск, расположенном на берегу Охотского моря, вот уже двадцать шесть лет существует улица им. Марии Амамич.

#### История создания улицы
История этой улицы очень интересная и необычная. Ещё до 12 октября 1990 года эта улица именовалась улицами Кооперативная и Торговая. Но в 80-х годах журналистка Северо-Эвенской газеты «Маяк Севера» Людмила Сидорова, депутат поссовета, предложила переименовать одну из улиц посёлка — Кооперативную или Торговую — в улицу имени Марии Амамич.
Позднее, по решению Эвенского Поселкового Совета Народных депутатов, в честь празднования юбилея 60-летия со Дня рождения первой эвенской поэтессы Марии Николаевны Амамич назвать одну из улиц Эвенска именем Марии Амамич и установить на доме, в котором последние годы проживала Мария Николаевна, мемориальную доску:

«1. Переименовать часть улицы Кооперативной от улицы Победы до пересечения улицы Пушкина и назвать её именем первой эвенской поэтессы Марии Амамич.
2. Присвоить новую нумерацию домов по улице им. Марии Амамич…»

Так в посёлке появилась улица, которая сохранила в памяти земляков имя Марии Николаевны Амамич. Правда, мемориальная доска не установлена по сей день.

## Память
В 2014 году в Магаданской области отмечали юбилей Марии Амамич — 85 лет со дня рождения.
В своём выступлении председатель Магаданского отделения Союза писателей России Владимир Данилушкин обратил внимание присутствующих на то, что необходимо обращаться к особенностям писательского труда, где примером может служить Амамич, давшая ростки творчества другим сказителям, писателям Северо-Востока.
В последние годы мы все чаще видим национальные танцы и костюмы коренных малочисленных народов Севера, слышим народные песни. Редкое торжество проходит без их участия. Жители Магаданской области с удовольствием участвуют в национальных праздниках Хэбденэк и Бакылдыдяк. Такая популярность во многом вызвана серьёзной, кропотливой работой по развитию и сохранению культуры коренных жителей Севера. Частица этой культуры — творчество эвенской поэтессы Марии Николаевны Амамич.
9 августа человечество праздновало День коренных народов мира. В Магаданской области его отмечают представители 22 национальностей, испокон веков населяющих наш суровый край. Они бережно хранят свои традиции и обычаи.